# Caroline dos Santos
Caroline dos Santos (ur. 15 czerwca 1982) – francuska zapaśniczka walcząca w stylu wolnym. Zajęła dziewiąte miejsce na mistrzostwach Europy w 2006. Szósta w Pucharze Świata w 2001.
Mistrzyni Francji w 2001, 2002 i 2006; druga w 2004, a trzecia w 2003 i 2005 roku.